# Anthoxanthum madagascariense
Anthoxanthum madagascariense är en gräsart som beskrevs av Otto Stapf. Anthoxanthum madagascariense ingår i släktet vårbroddssläktet, och familjen gräs.
Artens utbredningsområde är Madagaskar. Inga underarter finns listade i Catalogue of Life.